# Рошкі-Сончкі
Рошкі-Сончкі (пол. Roszki-Sączki) — село в Польщі, у гміні Соколи Високомазовецького повіту Підляського воєводства. Населення — 48 осіб (2011).
У 1975—1998 роках село належало до Ломжинського воєводства.

## Демографія
Демографічна структура станом на 31 березня 2011 року:
|          | Загалом | Допрацездатний вік | Працездатний вік | Постпрацездатний вік |
| -------- | ------- | ------------------ | ---------------- | -------------------- |
| Чоловіки | 28      | 6                  | 19               | 3                    |
| Жінки    | 20      | 1                  | 15               | 4                    |
| Разом    | 48      | 7                  | 34               | 7                    |